# Eliminatórias da Copa do Mundo FIFA de 1978 - América do Sul
Um total de 9 times se inscreveram para as Eliminatórias Sulamericanas da Copa do Mundo FIFA de 1978, competindo por um total de 4 vagas na fase final. A Argentina, como país-sede, já estava automaticamente classificada, deixando 03 vagas.
- A última vaga sul-americana seria disputada contra um representante da UEFA

|  | Classificado para a Fase Final |
|  | Eliminados                     |

## Grupo 1
| P | País     | Pts | J | V | E | D | GP | GC | SG |
| - | -------- | --- | - | - | - | - | -- | -- | -- |
| 1 | Brasil   | 6   | 4 | 2 | 2 | 0 | 8  | 1  | 7  |
| 2 | Paraguai | 4   | 4 | 1 | 2 | 1 | 3  | 3  | 0  |
| 3 | Colômbia | 2   | 4 | 0 | 2 | 2 | 1  | 8  | -7 |

| 20 de fevereiro de 1977 | Colômbia | 0 – 0     | Brasil | Bogotá, Colômbia                                          |  |
|                         |          | Relatorio |        | Estádio: Estádio El Campín Árbitro: Comesafta (Argentina) |  |

| 24 de fevereiro de 1977 | Colômbia | 0 – 1 | Paraguai | Bogotá, Colômbia                                           |  |
|                         |          |       | Jara 26' | Estádio: Estádio El Campín Árbitro: Orozco Guerrero (Peru) |  |

| 6 de março de 1977 | Paraguai | 1 – 1 | Colômbia     | Assunção, Paraguai                                                        |  |
|                    | Jara 90' |       | Vilarete 58' | Estádio: Estádio Defensores del Chaco Árbitro: Cerullo Giuliano (Uruguai) |  |

| 9 de março de 1977 | Brasil                                                           | 6 – 0     | Colômbia | Rio de Janeiro, Brasil                          |  |
|                    | Roberto 15 e 31' · F. Marinho 41 e 55' · Zico 25' · Rivelino 85' | Relatorio |          | Estádio: Maracanã Árbitro: Coerezza (Argentina) |  |

| 13 de março de 1977 | Paraguai | 0 – 1     | Brasil             | Assunção, Paraguai                                                   |  |
|                     |          | Relatorio | Insfran 59' (o.g.) | Estádio: Estádio Defensores del Chaco Árbitro: Pestarino (Argentina) |  |

| 20 de março de 1977 | Brasil            | 1 – 1     | Paraguai | Rio de Janeiro, Brasil                            |  |
|                     | Roberto 6' (pen.) | Relatorio | Baez 54' | Estádio: Maracanã Árbitro: Barreto Ruiz (Uruguai) |  |

 Brasil classificado para a fase final.

## Grupo 2
| P | País      | Pts | J | V | E | D | GP | GC | SG |
| - | --------- | --- | - | - | - | - | -- | -- | -- |
| 1 | Bolívia   | 7   | 4 | 3 | 1 | 0 | 8  | 3  | 5  |
| 2 | Uruguai   | 4   | 4 | 1 | 2 | 1 | 5  | 4  | 1  |
| 3 | Venezuela | 1   | 4 | 0 | 1 | 3 | 2  | 8  | -6 |

| 9 de fevereiro de 1977 | Venezuela  | 1 – 1 | Uruguai     | Caracas, Venezuela          |  |
|                        | Flores 88' |       | Oliveira 5' | Árbitro: Ramirez (Colômbia) |  |

| 27 de fevereiro de 1977 | Bolívia     | 1 – 0 | Uruguai | La Paz, Bolívia                        |  |
|                         | Jiménez 48' |       |         | Árbitro: Romualdo Arppi Filho (Brasil) |  |

| 6 de março de 1977 | Venezuela   | 1 – 3 | Bolívia                              | Caracas, Venezuela                |  |
|                    | Iriarte 86' |       | Mezza 5' · Jiménez 76' · Aguilar 80' | Árbitro: Silvagno Cavanna (Chile) |  |

| 13 de março de 1977 | Bolívia                    | 2 – 0 | Venezuela | La Paz, Bolívia              |  |
|                     | Jiménez 17' · Aragonés 53' |       |           | Árbitro: Pérez Nuflez (Peru) |  |

| 17 de março de 1977 | Uruguai          | 2 – 0 | Venezuela | Montevideo, Uruguai               |  |
|                     | Pizzani 11 e 83' |       |           | Árbitro: Armando Marques (Brasil) |  |

| 27 de março de 1977 | Uruguai          | 2 – 2 | Bolívia          | Montevideo, Uruguai             |  |
|                     | Pereyra 23 e 49' |       | Aguilar 25 e 59' | Árbitro: Ithurralde (Argentina) |  |

 Bolívia classificada para a fase final.

## Grupo 3
| P | País    | Pts | J | V | E | D | GP | GC | SG |
| - | ------- | --- | - | - | - | - | -- | -- | -- |
| 1 | Peru    | 6   | 4 | 2 | 2 | 0 | 8  | 2  | 6  |
| 2 | Chile   | 5   | 4 | 2 | 1 | 1 | 5  | 3  | 2  |
| 3 | Equador | 1   | 4 | 0 | 1 | 3 | 1  | 9  | -8 |

| 20 de fevereiro de 1977 | Equador | 1 – 1 | Peru        | Quito, Equador           |  |
|                         | Paz 81' |       | Oblitas 43' | Árbitro: Rohrig (Brasil) |  |

| 27 de fevereiro de 1977 | Equador | 0 – 1 | Chile      | Guayaquil, Equador          |  |
|                         |         |       | Gamboa 33' | Árbitro: Romero (Argentina) |  |

| 6 de março de 1977 | Chile       | 1 – 1 | Peru        | Santiago, Chile                |  |
|                    | Ahumada 42' |       | Múnante 70' | Árbitro: Faville Neto (Brasil) |  |

| 12 de março de 1977 | Peru                        | 4 – 0 | Equador | Lima, Peru                           |  |
|                     | Oblitas · Luces · Velasquez |       |         | Árbitro: Barrancos Alvarez (Bolívia) |  |

| 20 de março de 1977 | Chile                          | 3 – 0 | Equador | Santiago, Chile                       |  |
|                     | Figueroa 29 e 55' · Castro 40' |       |         | Árbitro: Llobregat Vicedo (Venezuela) |  |

| 26 de março de 1977 | Peru                    | 2 – 0 | Chile | Lima, Peru               |  |
|                     | Sotil 49' · Oblitas 54' |       |       | Árbitro: Coelho (Brasil) |  |

 Peru classificado para a fase final

## Fase Final
Jogada em Cáli, na Colômbia, a fase final ficou conhecida como "Mundialito de Cáli" ou "Torneio de Cáli". Os dois primeiros colocados se classificaram para a Copa do Mundo, enquanto o terceiro jogou uma repescagem contra uma equipe europeia.
|  | Classificados para a Copa do Mundo de 1978 |
|  | Vai Disputar a Repescagem                  |

| P | País    | Pts | J | V | E | D | GP | GC | SG  |
| - | ------- | --- | - | - | - | - | -- | -- | --- |
| 1 | Brasil  | 4   | 2 | 2 | 0 | 0 | 9  | 0  | 9   |
| 2 | Peru    | 2   | 2 | 1 | 0 | 1 | 5  | 1  | 4   |
| 3 | Bolívia | 0   | 2 | 0 | 0 | 2 | 0  | 13 | -13 |

| 10 de julho de 1977 | Brasil  | 1 – 0 | Peru | Cali, Colômbia                                                  |  |
|                     | Gil 53' |       |      | Estádio: Estádio Pascual Guerrero Árbitro: Comesana (Argentina) |  |

| 14 de julho de 1977 | Brasil                                                                         | 8 – 0 | Bolívia | Cali, Colômbia                                             |  |
|                     | Zico 5' 10' 27' (pen.) 60' · Roberto 22' · Gil 54' · Cerezzo 70' · Marcelo 89' |       |         | Estádio: Estádio Pascual Guerrero Árbitro: Cavanna (Chile) |  |

| 17 de julho de 1977 | Peru                                               | 5 – 0 | Bolívia | Cali, Colômbia                                                    |  |
|                     | Cubillas 31 e 44' · Velasquez 65 e 89' · Rojas 74' |       |         | Estádio: Estádio Pascual Guerrero Árbitro: Barreto Ruiz (Uruguai) |  |

- Brasil e  Peru estão classificados para a Copa do Mundo de 1978

- Bolívia vai enfrentar a  Hungria na repescagem

## Final
| Eliminatórias da Copa do Mundo FIFA de 1978 - América do Sul |
| Brasil                                                       |
| ------------------------------------------------------------ |
| Campeão Brasil                                               |

## Repescagem CONMEBOL/UEFA
| 29 de outubro de 1977 | Hungria                                                                               | 6 – 0 | Bolívia | Budapeste, Hungria                                   |  |
|                       | Gil 53' Nyilasi 12' · Törőcsik 19' · Zombori 22' · Várady 27' · Pintér 39' · Nagy 81' |       |         | Estádio: Népstadion Árbitro: Ramón Barreto (Uruguai) |  |

| 30 de novembro de 1977 | Bolívia                     | 2 – 3 | Hungria                                   | La Paz, Bolívia                                                   |  |
|                        | Aragonês 45+2' (pen), 90+4' |       | Törőcsik 37' · Halász 43' · Del Llano 84' | Estádio: Estádio Hernando Siles Árbitro: Charles Corver (Holanda) |  |

- No placar agregado de 9-2, a  Hungria se classificou para a Copa do Mundo.

## Artilharia
| Artilheiro da competição: Zico - 05 gols |
| ---------------------------------------- |

4 gols
- Roberto Dinamite
- Juan Carlos Oblitas

3 gols
- Miguel Aguilar
- Carlos Aragonés
- Porfirio Jiménez
- José Velásquez

2 gols
- Gilberto Alves
- Marinho Chagas
- Elías Figueroa
- Carlos Jara Saguier
- Teófilo Cubillas
- Dario Pereyra
- Nitder Pizzani

1 gol
- Oviedo Mezza
- Toninho Cerezo
- Marcelo Oliveira
- Roberto Rivellino
- Sergio Ahumada
- Osvaldo Castro
- Miguel Ángel Gamboa
- Eduardo Vilarete
- José Fabián Paz y Miño
- Carlos José Báez
- Alejandro Luces
- Juan José Muñante
- Percy Rojas
- Hugo Sotil
- Washington Oliveira
- Vicente Flores
- Rafael Iriarte

1 gol contra
- Windsor del Llano (playing against Hungary)
- José Domingo Insfrán (playing against Brazil)

## Campanha do Brasil
O Brasil estreou na competição dirigido por Osvaldo Brandão e empatando em 0 a 0 com a Colômbia em Bogotá. Na segunda partida, já com Cláudio Coutinho no comando, o Brasil derrotou a Colômbia por 6 a 0 no Maracanã. Tabela Zico e Roberto e o Dinamite abriu o placar. 1 a 0. Paulo Cesar bateu falta na trave e Zico pegou o rebote. Roberto em jogada individual passou por três a ampliou. Roberto para Marinho Chagas. 4 a 0. Marinho Chagas de falta, 5 a 0. Rivellino tabelou com Paulo Cesar, recebeu na frente e driblou o goleiro. 6 a 0.  Paraguai 0 a 1 Brasil em Assunção. Falcão jogou no lugar de Zico no meio de campo em relação ao jogo contra a Colômbia. Carlos Alberto Torres jogou de zagueiro e, junto com Rivellino, os únicos remanescentes do time titular de 1970. Paulo César chutou cruzado e o paraguaio pôs para dentro. 0 a 1.  Brasil 1 a 1 Paraguai no Maracanã. Paulo Cesar tabelou com Rivellino e sofreu penalti, Roberto bateu. Solalinde cruzou e Baez empatou. 
Na fase final disputada em Cali, o Brasil enfrentou o Peru, 1 a 0. Cerezo para Gil. No último jogo, Brasil 8 a 0 na Bolívia. Zico de falta. 1 a 0. Cerezo para Zico. 2 a 0. Roberto e Zico tabelaram e o Dinamite concluiu. 3 a 0. O zagueiro Rimazza fez penalti em Luis Pereira, Zico bateu. 4 a 0. Zico para Gil. 5 a 0. Rivellino para Zico. 6 a 0. Cerezo pegou o rebote do goleiro em chute de Zico. 7 a 0. Reinaldo de calcanhar para Marcelo. 8 a 0. 